# Ebaeides borneensis
Ebaeides borneensis är en skalbaggsart som beskrevs av Fisher 1925. Ebaeides borneensis ingår i släktet Ebaeides och familjen långhorningar. Inga underarter finns listade i Catalogue of Life.